# Joseph Schuster (Maler)
Joseph Schuster (* 17. Juni 1812 in Grätz, Österreichisch-Schlesien; † 15. März 1890 in Wien) war ein österreichischer Blumenmaler. Er ist nicht zu verwechseln mit dem Maler Josef Schuster (1873–1945).

## Leben
Joseph (Josef) Schuster übersiedelte in seinen Kinderjahren mit der Familie nach Wien, wo er die ersten zwei Klassen des Gymnasiums besuchte. Sein Talent wurde zufällig durch den Akademieprofessor Joseph Mössmer entdeckt und durch den kaiserlichen Feldmarschall Fürst Liechtenstein gefördert, bei dem Schusters Vater als Zuckerbäcker in Diensten stand. So wurde ihm der Besuch der Wiener Akademie der bildenden Künste ermöglicht, wo Joseph Mössmer, Sebastian Wegmayer und Franz Xaver Petter seine Lehrer waren. Nach einem Kuraufenthalt in Bad Gastein entdeckte Schuster auf Anregung von Erzherzog Johann die Welt der Alpenblumen als künstlerisches Thema für sich. Damit errang er großen Erfolg beim adeligen und großbürgerlichen Publikum, seine Blumenbilder wurden in alle Welt verkauft.
Joseph Schuster schuf zahlreiche Blumenbilder und Stillleben, die sich zu seiner Zeit großer Beliebtheit erfreuten.
Er war mit der Ungarin Anna Magdalena von Harlacher verheiratet. Seine Tochter Adele Schuster wurde ebenfalls Blumenmalerin.
1932 wurde die Josef-Schuster-Gasse in Wien-Hietzing nach ihm benannt.

Werke von Joseph Schuster (Auswahl)
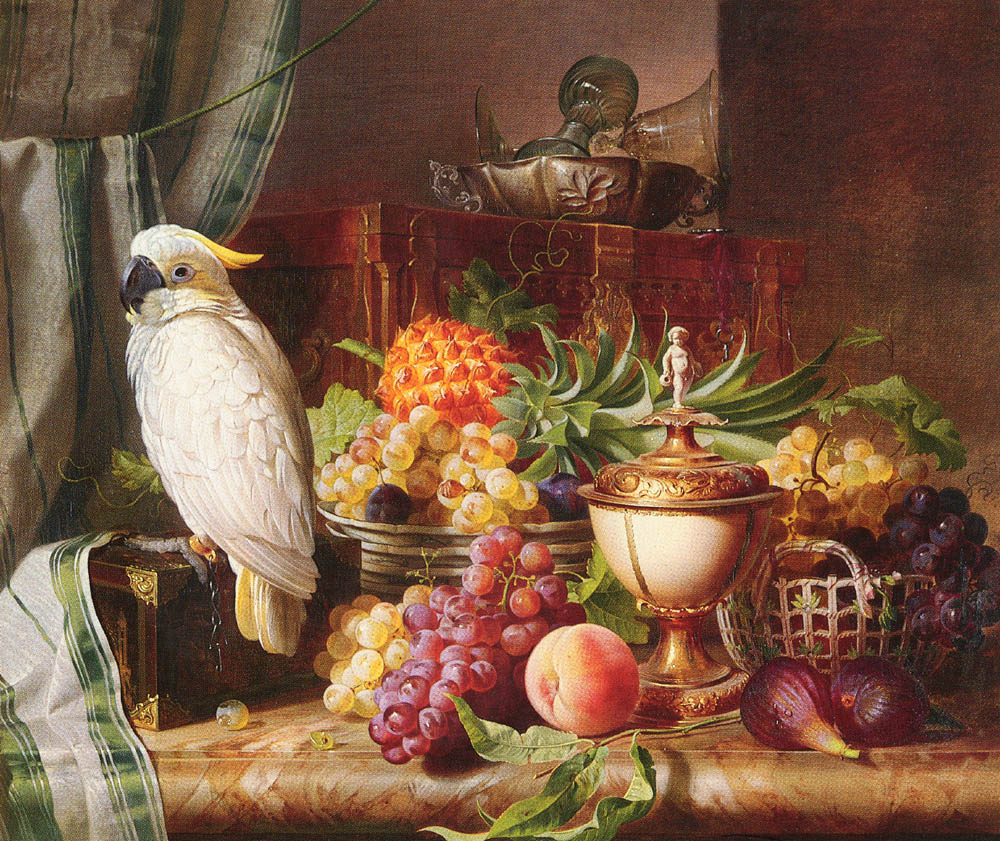
Früchtestillleben mit Kakadu, 1851, Öl auf Leinwand, 64 × 80 cm
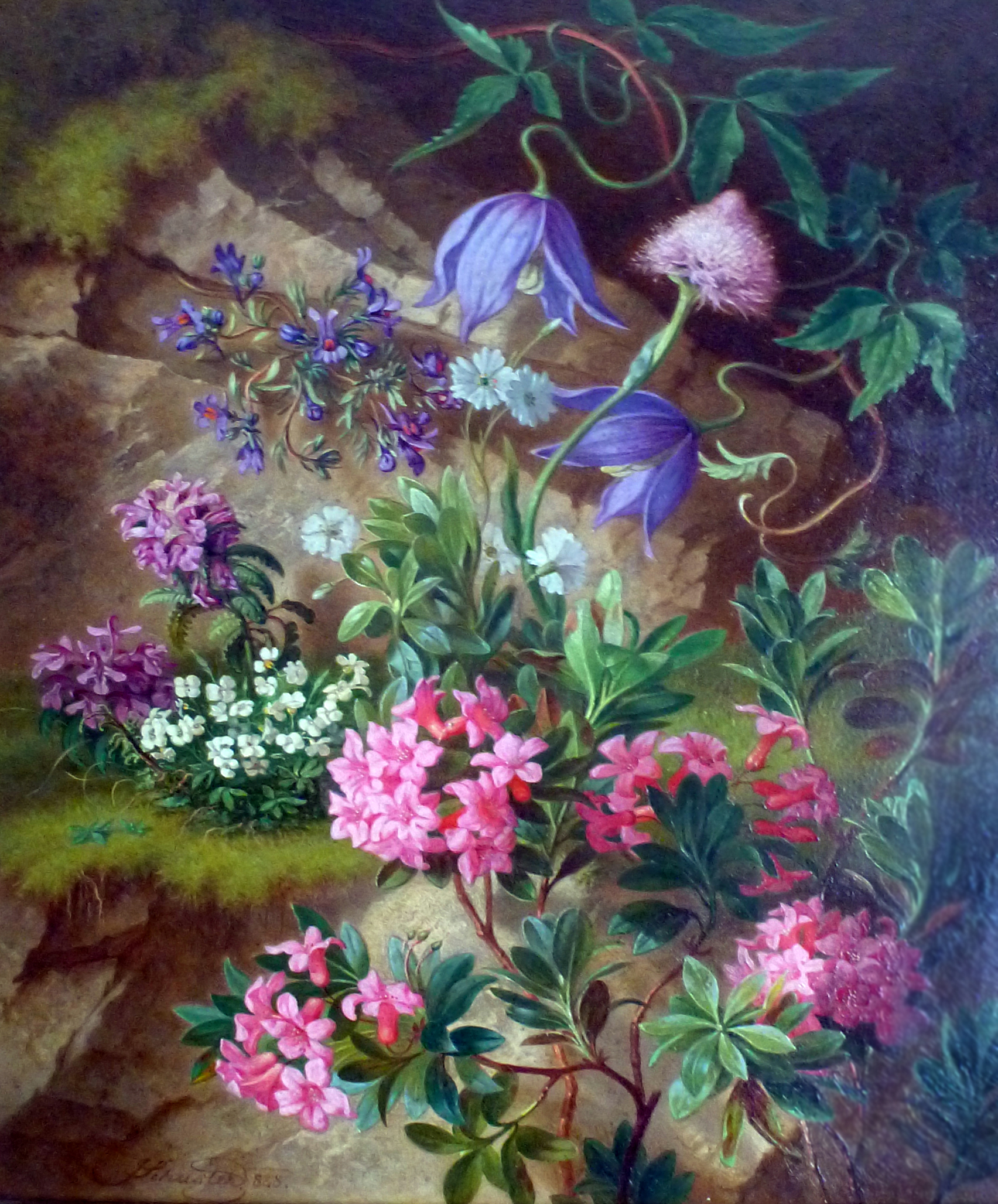
Alpenblumen, Öl auf Leinwand, 30 × 38 cm
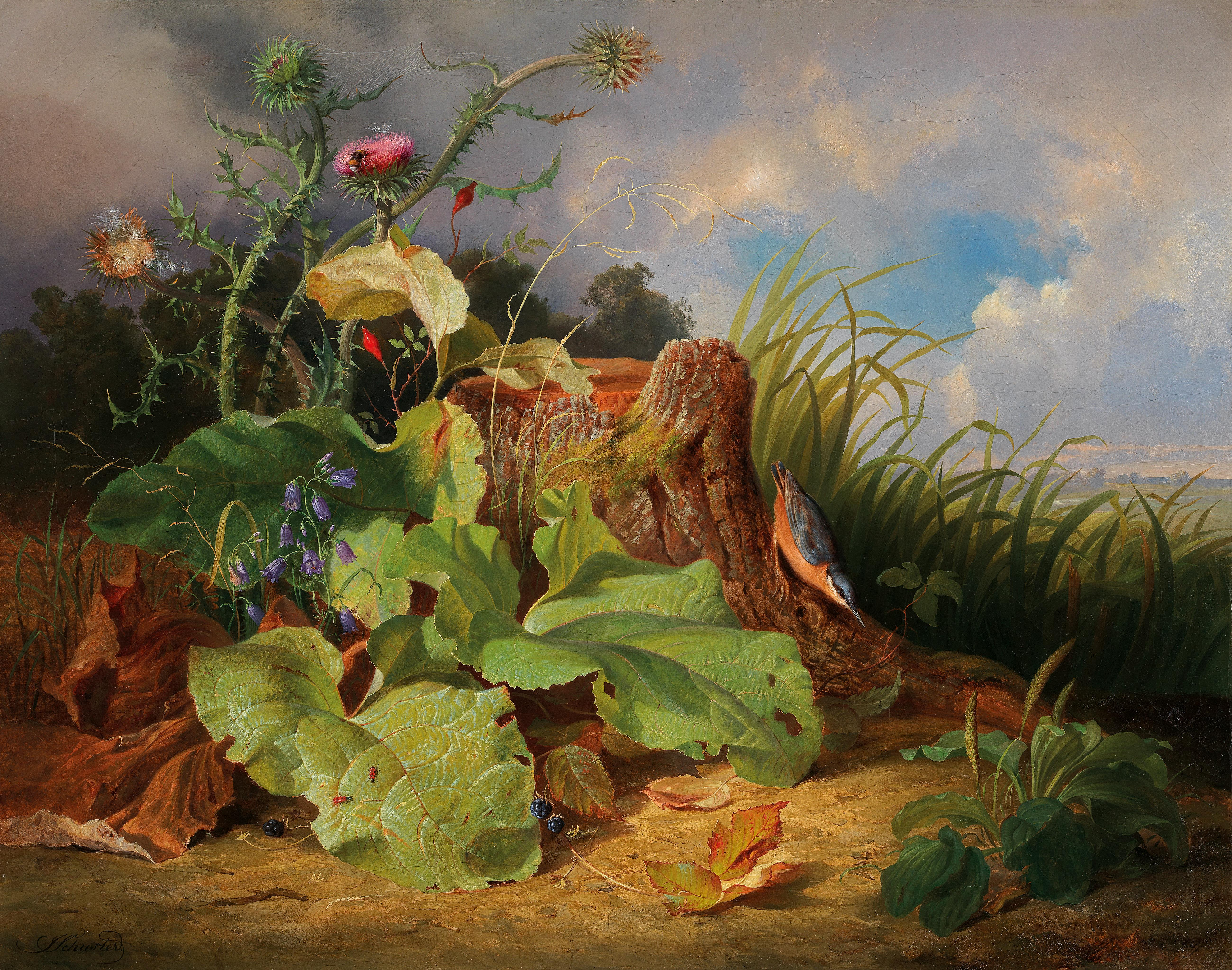
Stillleben mit Disteln, Glockenblumen, Hagebutten und einem Kleiber, Öl auf Leinwand, 75,5 × 96 cm
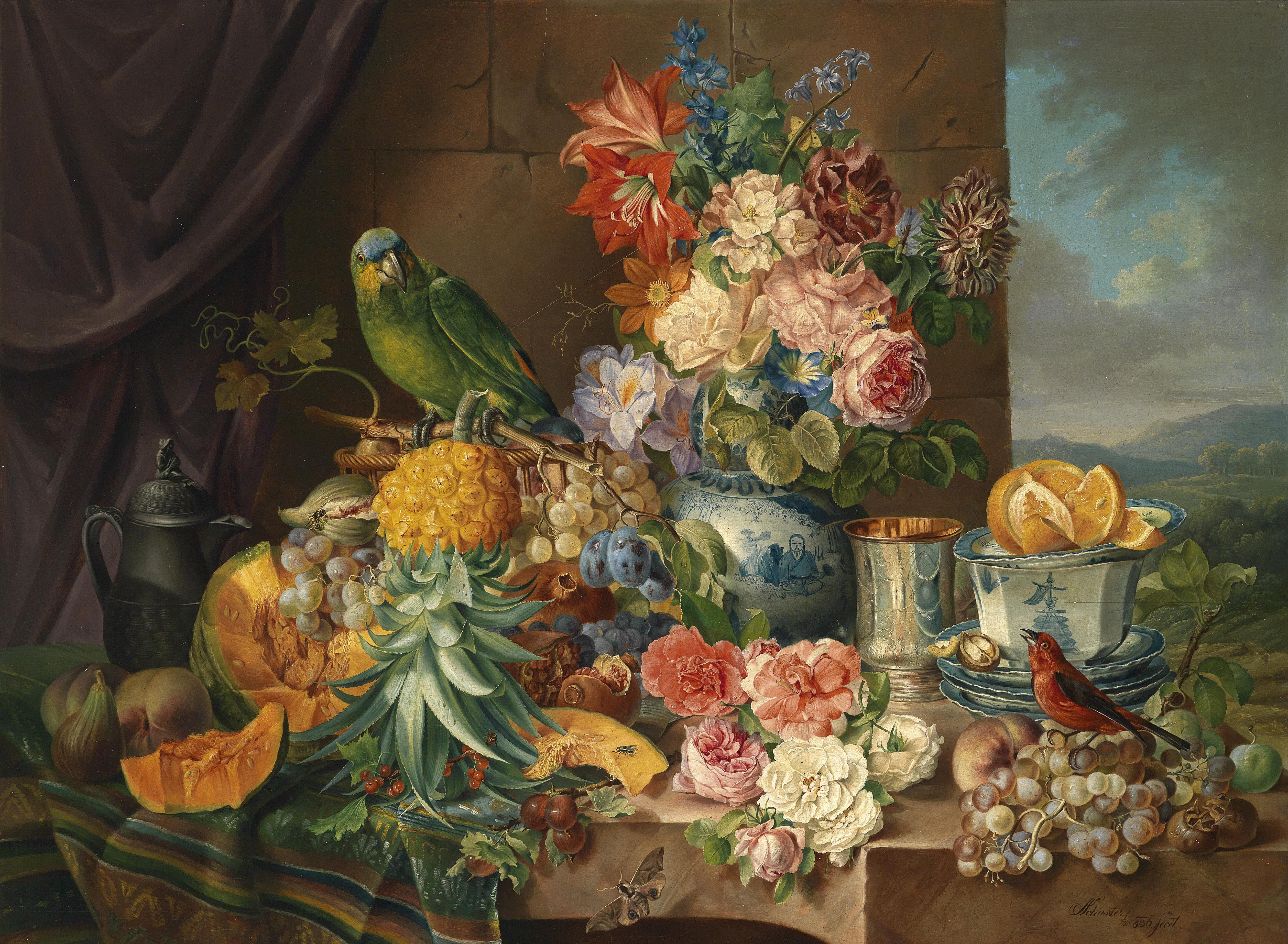
Großes Stillleben mit Früchten, Blumen und Papagei, Öl auf Leinwand, 76 × 103 cm
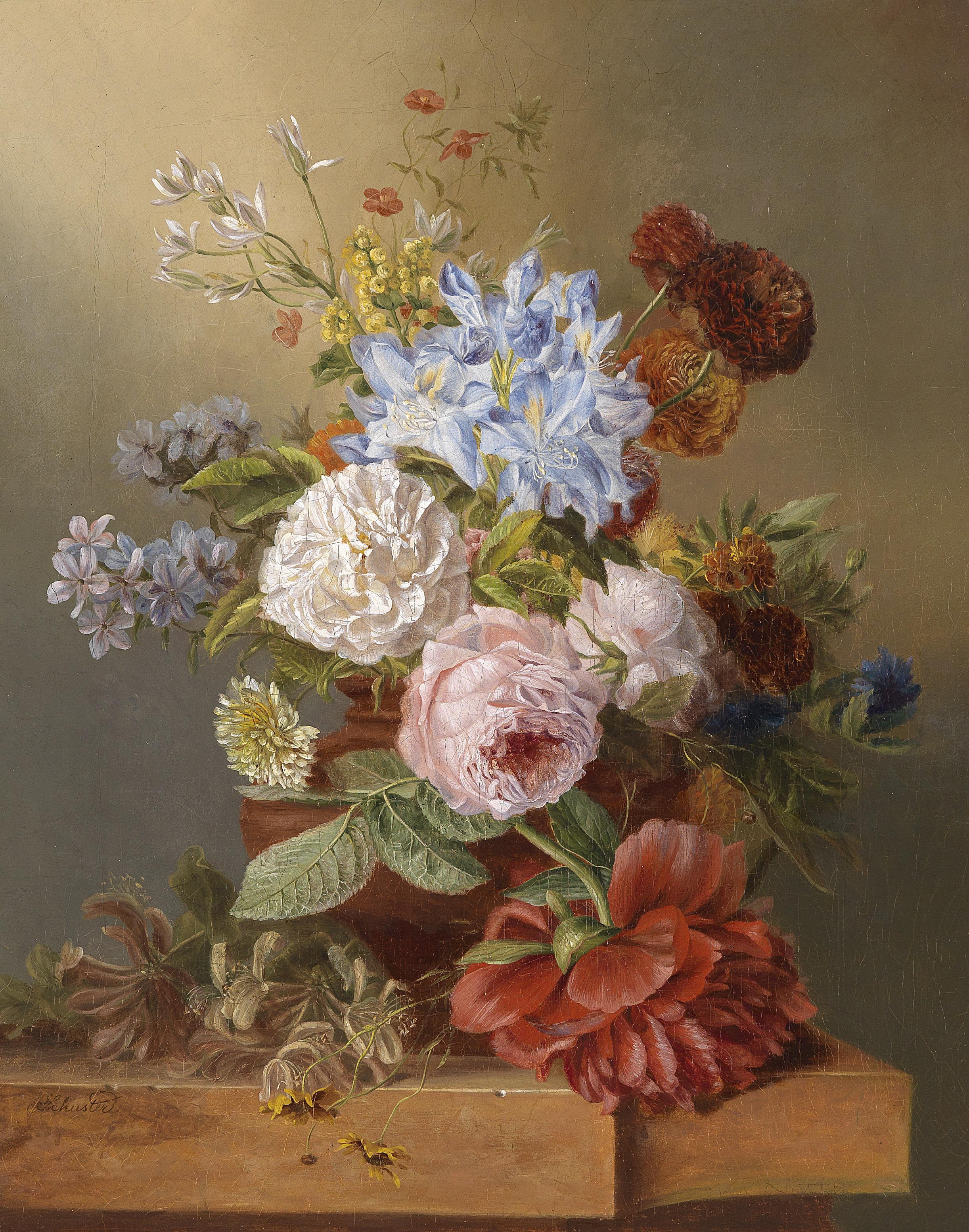
Blumenstillleben, Öl auf Leinwand, 48,5 × 39 cm
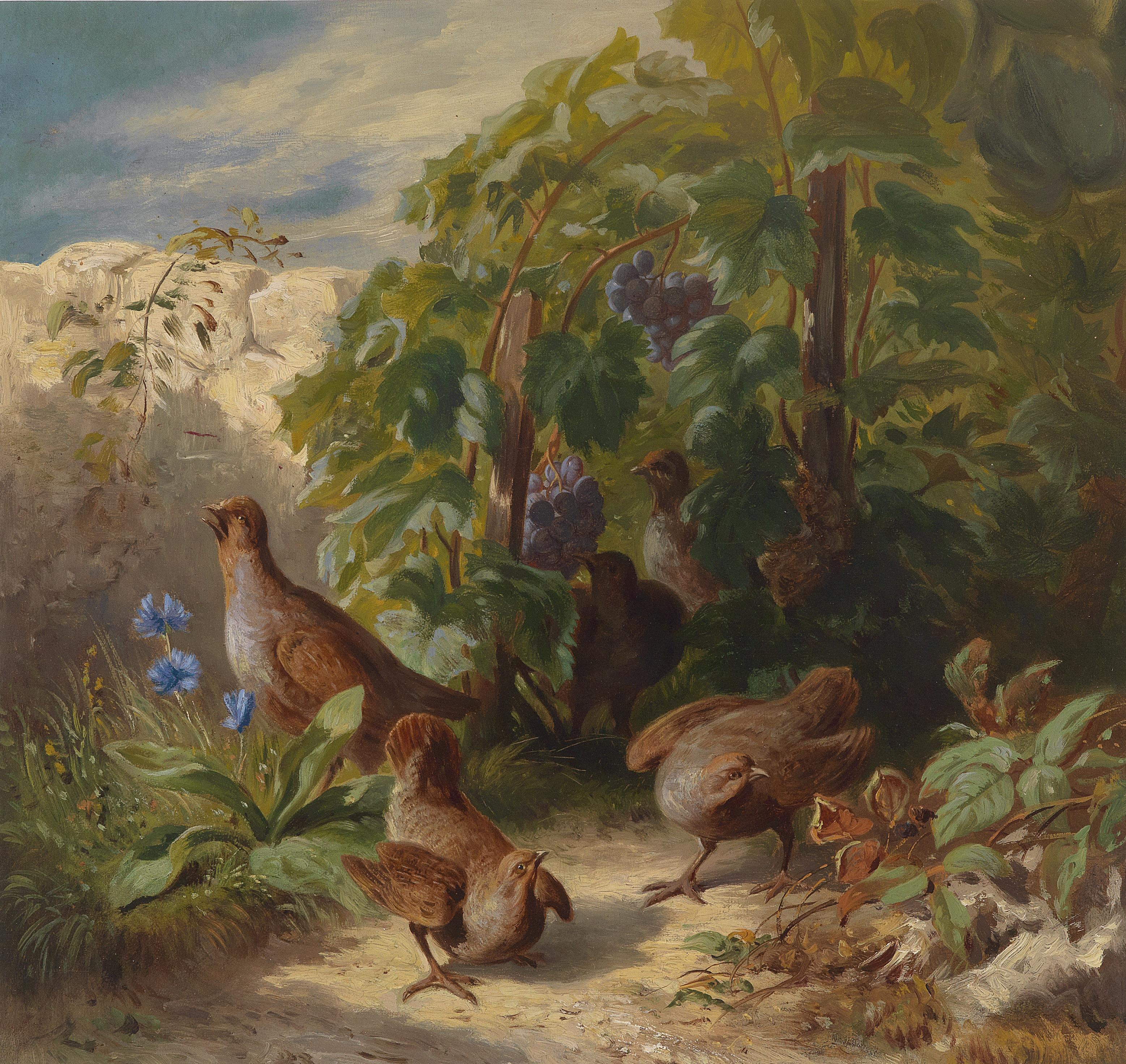
Rebhühner, Öl auf Leinwand, 43,5 × 46,5 cm